# 眉足蟹屬
眉足蟹屬是十足目異尾下目蟬蟹總科（Hippoidea）眉足蟹科之下兩個屬的其中一個。本屬舊屬管鬚蟹科，今獨立出來。

## 物種
本屬包含以下物种：
- Blepharipoda doelloi Schmitt, 1942
- 解放眉足蟹 Blepharipoda liberata Shen, 1949
- 西方眉足蟹 Blepharipoda occidentalis Randall, 1840
- Blepharipoda spinosa (H. Milne-Edwards & Lucas, 1841)

此外，解放眉足蟹（Blepharipoda liberata）在中國會被捕获作食用，以致其野外數目銳減。